# Hypsilurus auritus
Hypsilurus auritus là một loài thằn lằn trong họ Agamidae. Loài này được Meyer mô tả khoa học đầu tiên năm 1874.